# Fält (fontän)
Fält är en 100 kvadratmeter stor vattenkonst vid Sjöstadsparterren/Lugnets allé i Hammarby sjöstad, södra Stockholm. Fält anlades 2003 med konstnären och formgivaren Thomas Nordström som upphovsman. 

## Funktion
Fontänskulpturen Fält består av 4x4 stycken grönt infärgade betongelement som bildar en 100 kvadratmeter stort kvadratiskt mönster. I varje betongkvadrat finns ett halvrund klot av svarvad och polerad diabas. Ur dessa  pumpas vatten och en dator styr vattenspelet från "stillsamt porlande" till "häftigt gejserutbrott", samtidigt belyses vattnet underifrån. Vintertid stängs vattnet av och genomskinliga "huvar" av polykarbonat monteras på kloten. Samma ljuskällor som sommartid ger vattnet ljus belyser huvarna när vattnet är avstängt. Sommartid är detta en populär lekplats för barn och fungerar som lekskulptur.

## Bilder

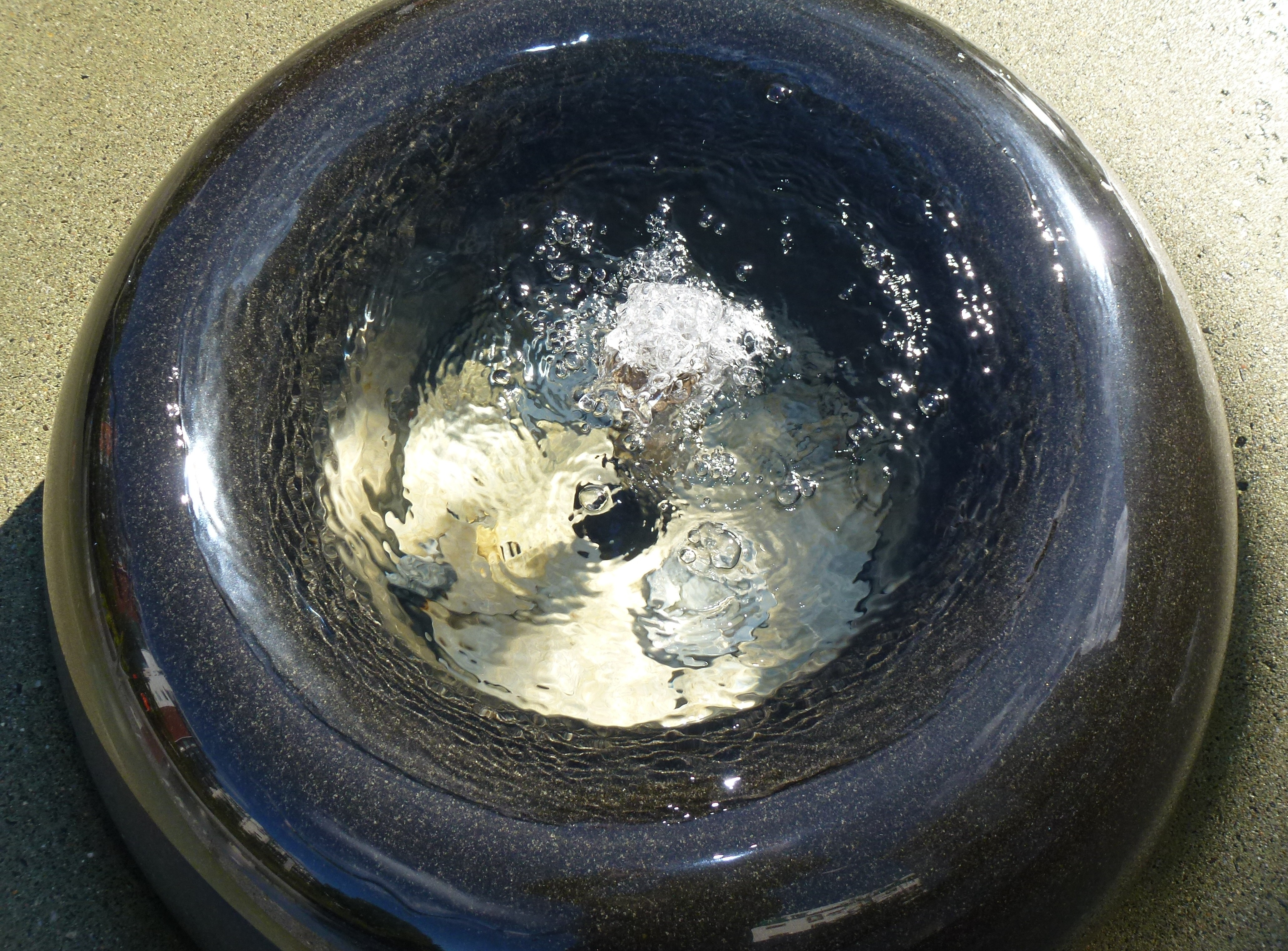
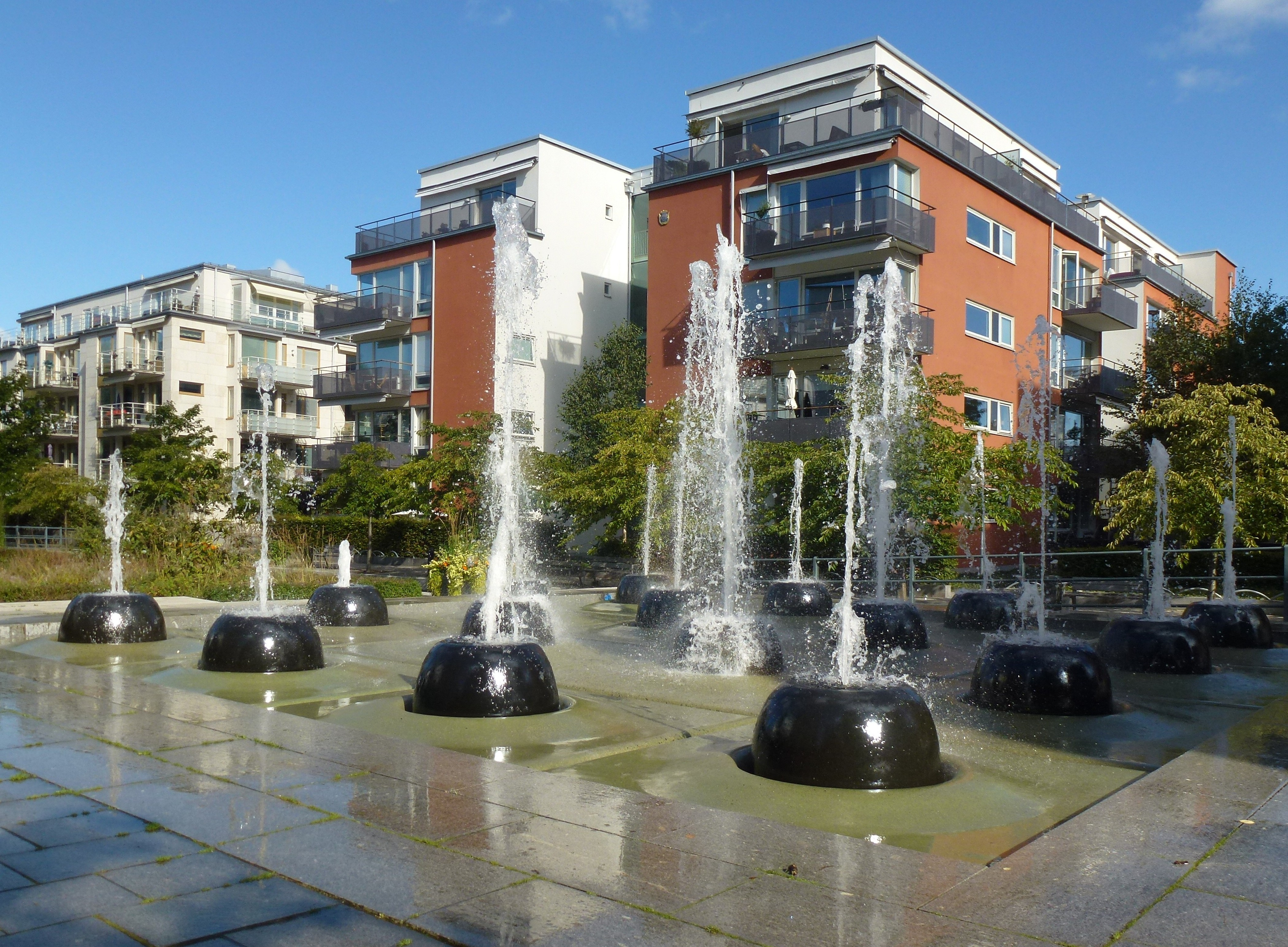
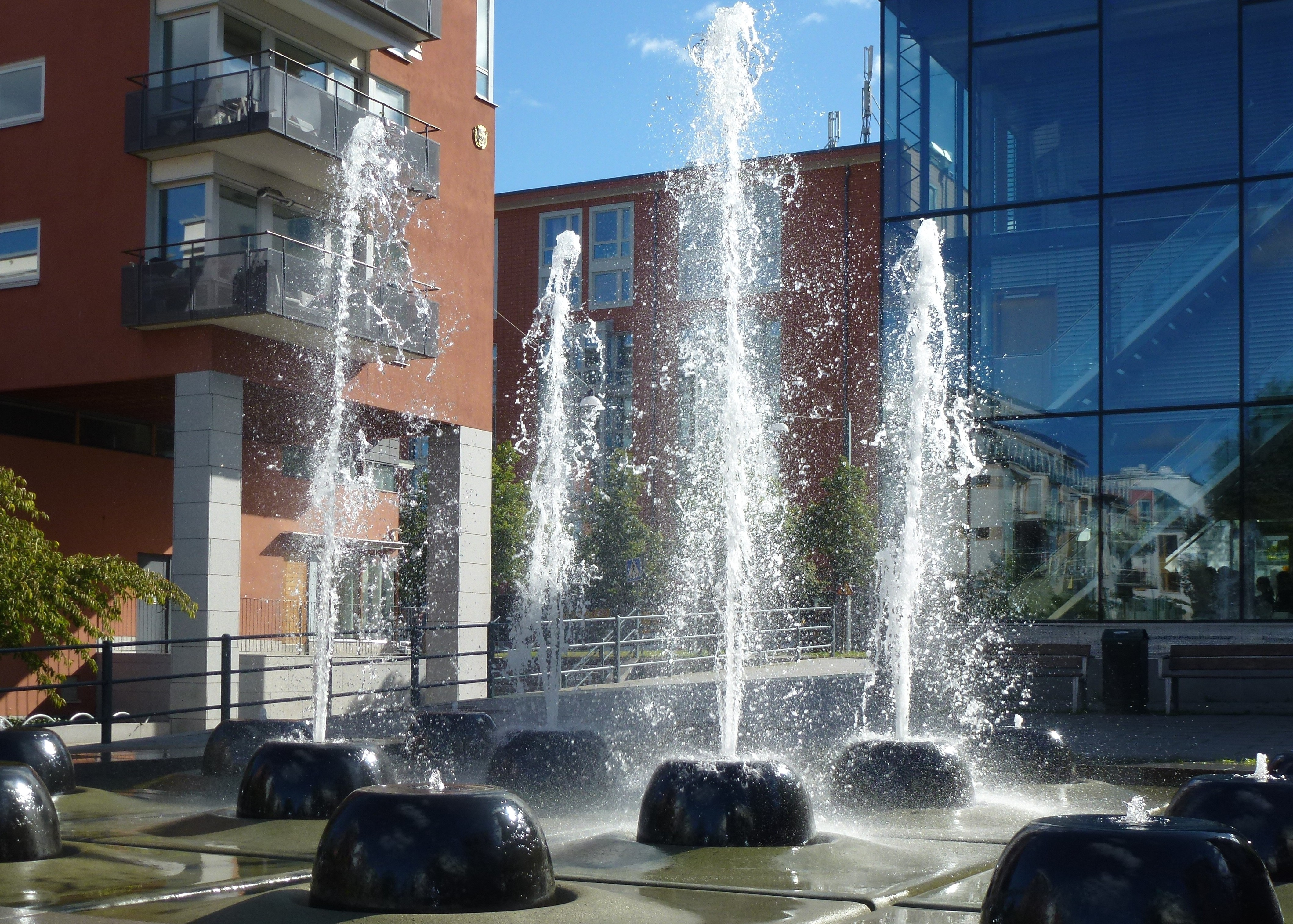
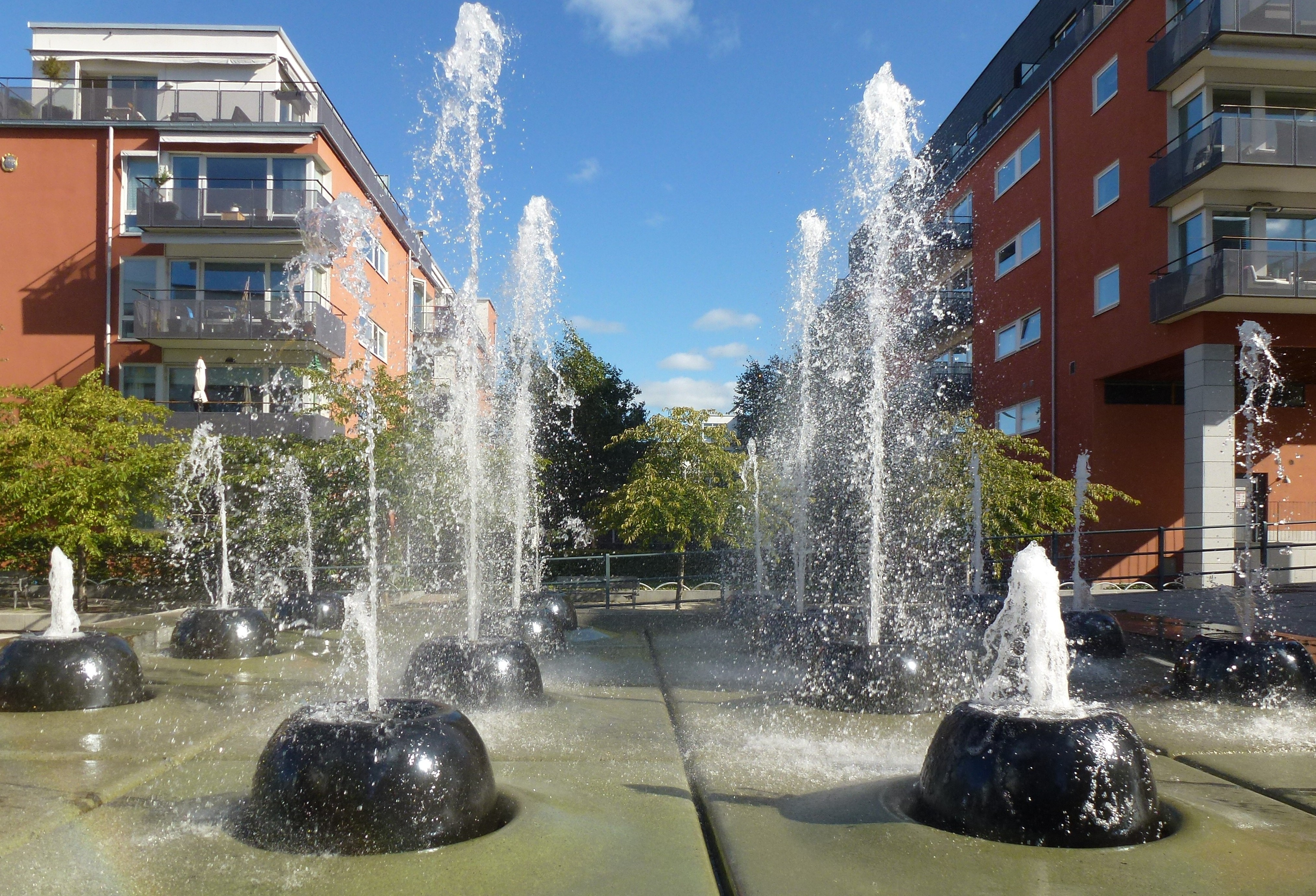
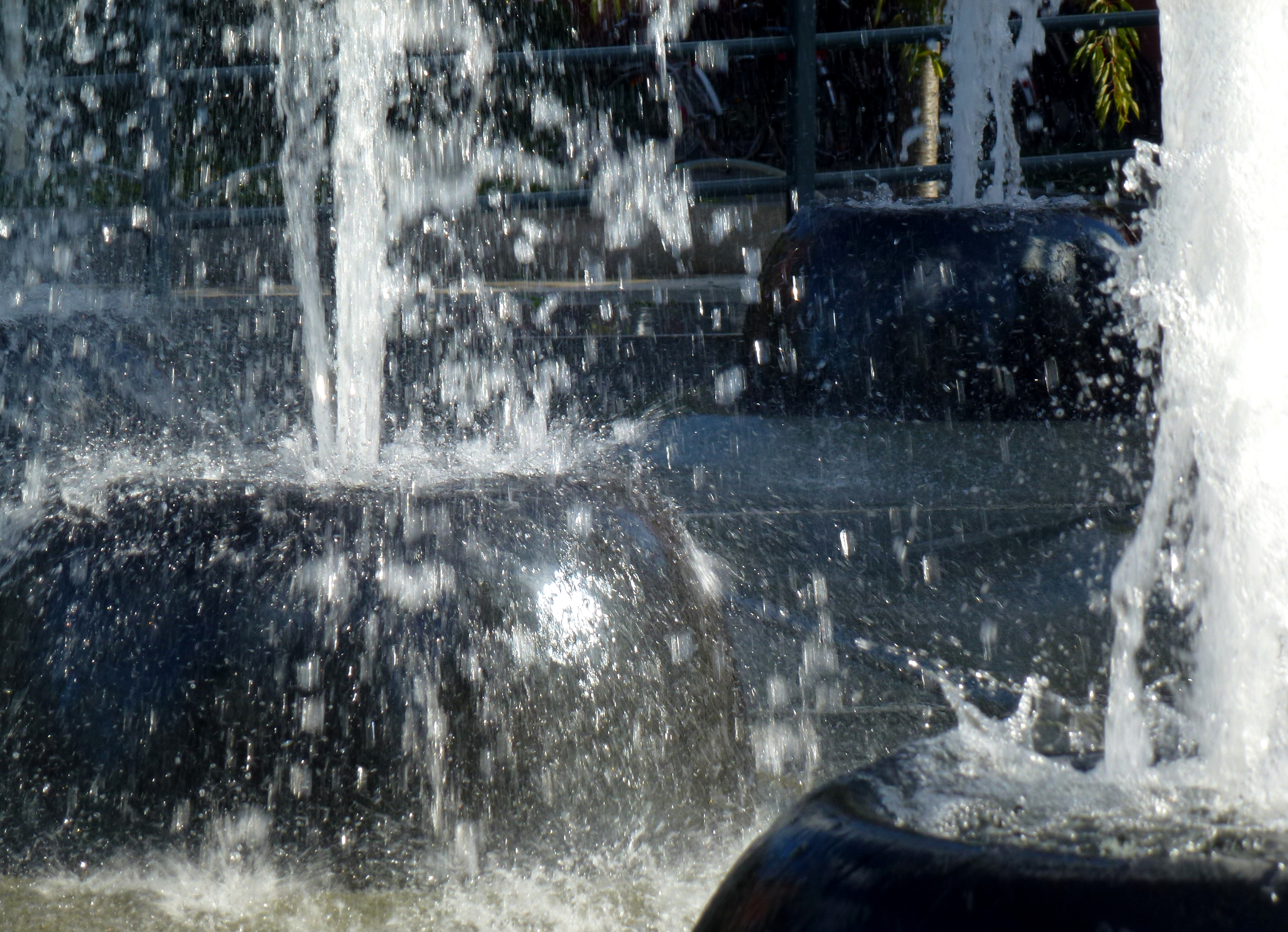